# Melbourne Victory
Melbourne Victory is een Australische voetbalclub uit Melbourne in de staat Victoria. De club werd in 2004 opgericht om de stad Melbourne te vertegenwoordigen in de nieuw opgezette Australische competitie de A-League. Het thuisstadion van Melbourne Victory is het Docklandsstadion, dat een capaciteit van 56.347 plaatsen heeft. De clubkleuren van Melbourne Victory zijn donkerblauw en wit.

## Erelijst
- A-League

2007, 2009, 2015, 2018
- Pre-Season Challenge Cup

2008

## Bekende (oud-)spelers
- Daniel Allsopp
- Besart Berisha
- Geoffrey Claeys
- Pablo Contreras
- Ante Čović
- Luís Carlos Almeida da Cunha
- Jason Davidson

- Leroy George
- Carlos Hernández
- Joe Keenan
- Harry Kewell
- Adrian Leijer
- Ljubo Milicevic
- Kevin Muscat
- Nani
- Kaz Patafta
- Marco Rojas
- Archie Thompson
- Ola Toivonen